# Musée de la Chalosse
Le musée de la Chalosse se situe à Montfort-en-Chalosse, dans le département des Landes. Il présente au public un domaine agricole et viticole typique du XIXe siècle en Chalosse.

## Présentation
Le musée occupe le domaine de Carcher, propriété appartenant en 1670 à Jean de Planter, juge royal de Montfort. Le site comporte une maison de maître richement meublée, un chai et son pressoir, un conservatoire de vignes, un four à pain en activité, la maison et le jardin du métayer, des animaux, parmi lesquels une paire de bœufs de Chalosse et un porc gascon.

### Habitat

#### La maison de maître
La porte d'entrée en chêne est d'origine et ses pentures se terminent en fleur de lys. Dans l'entrée se dresse un escalier de style Louis XIII. Sur la partie supérieure des murs, des décors au pochoir font courir des liserés colorés ou des bouquets de cerises. Le salon de compagnie est orné d'un plafond à la française, avec son solivage en chêne, au mur l'emplacement d'une fontaine murale. Sont également exposés dans les différentes pièces un lit à baldaquin avec ses courtines, la bibliothèque personnelle du maître et ses livres de comptes, la baignoire en zinc peint, le couvert dressé dans la salle à manger, une grande cheminée dans la cuisine avec son tourne-broche. Les fenêtres s'ouvrent sur les paysages vallonnés de la Chalosse.

#### La maison du métayer
Restaurée à l'ancienne selon les techniques traditionnelles (torchis et adobe), cette maison présente l'habitat du métayer et l'histoire du métayage. Paysan sans terre, le métayer cultivait la terre d'un propriétaire, le maître, sous la condition d'en partager les récoltes, auxquelles s'ajoutent les redevances et les corvées dues au maître (lou mèstre en gascon).
Le métayage était la réalité quotidienne de milliers de Chalossais. Trouvant ce mode de faire-valoir des terres archaïque et inégalitaire, certains d'entre eux se sont révoltés et l'ont combattu. Le statut du métayage est définitivement aboli par la loi du 13 avril 1946.

### Production
Le conservatoire de vignes

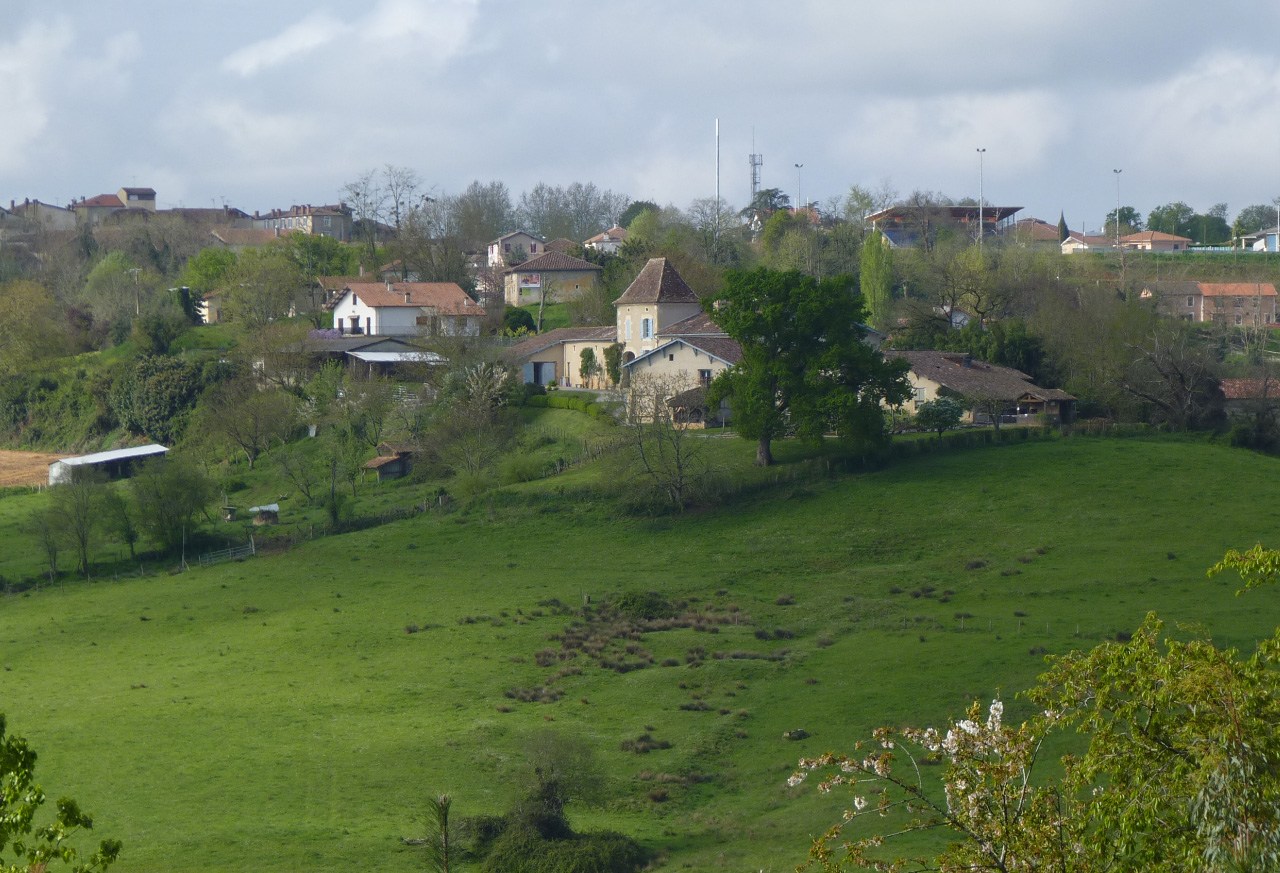
Musée de la Chalosse depuis Nousse

Au XIXe siècle, la viticulture représente le revenu principal de la famille Planter, complété par un peu d'élevage. De nos jours, le domaine compte 55 cépages différents.
Le chai
Le chai du musée présente une collection de tonneaux et d'outils viticoles. Il abrite un pressoir de type romain de la fin du XVIIIe siècle. Celui-ci fonctionne tous les ans à l'occasion de la fête des vendanges.
Le fournil
Le fournil (localement appelé la hournère) constitue une activité traditionnelle des lieux. Il est toujours en activité.
Le bœuf de Chalosse
L'étable du musée accueille Yoan et Martin, deux bœufs de Chalosse. Aujourd'hui label rouge, l'espèce est élevée pendant 2 à 3 ans à l'herbe et au fourrage de la ferme, puis engraissé au maïs.
La truie gasconne
La mascotte du musée est une truie de race gasconne aux soies noires. Longtemps élevée dans le piémont pyrénéen, cette race porcine, inadaptée au monde industriel, a failli disparaître. Elle fait aujourd'hui l'objet d'un programme de sauvegarde.

## La médiathèque
Le musée de la Chalosse s'est doté d'une médiathèque centrée sur l'ethnologie du monde rural, particulièrement chalossais. C'est un espace d'études et de recherches ouvert au public qui comprend une bibliothèque régionaliste de plus de 3000 ouvrages, une vidéothèque, une iconothèque et une audiothèque avec musiques, danses et chants traditionnels.

## Fréquentation
| Année | Entrées gratuites | Entrées payantes | Total  |
| ----- | ----------------- | ---------------- | ------ |
| 2001  | 1 579             | 7 723            | 9 302  |
| 2002  | 1 338             | 10 215           | 11 553 |
| 2003  | 1 726             | 7 719            | 9 445  |
| 2004  | 1 845             | 8 032            | 9 877  |
| 2005  | 2 403             | 6 898            | 9 301  |
| 2006  | 2 174             | 9 423            | 11 597 |
| 2007  | 1 826             | 8 953            | 10 779 |
| 2008  | 2 903             | 8 921            | 11 824 |
| 2009  | 2 674             | 7 546            | 10 220 |
| 2010  | 2 344             | 8 541            | 10 885 |
| 2011  | 2 612             | 7 856            | 10 468 |
| 2012  | 2 344             | 5 656            | 8 000  |
| 2013  | 2 412             | 5 729            | 8 141  |
| 2014  | 2 307             | 5 623            | 7 930  |
| 2015  | 3 249             | 5 277            | 8 526  |
| 2016  | 3 891             | 5 854            | 9 745  |
| 2017  | 2 189             | 5 054            | 7 241  |
| 2018  | 2 498             | 5 852            | 8 350  |
| 2019  | 2 388             | 5 273            | 7 661  |
| 2020  | 142               | 410              | 552    |
| 2021  | 1 270             | 3 219            | 4 489  |